# 小門嶼
小門嶼為澎湖群島之一，屬於澎湖縣西嶼鄉小門村，因其位於吼門水道旁，故有吼門之珠之稱，其位置位於西嶼北方，以寬約20公尺的水道與西嶼相隔，面積約0.5平方（50公頃），最高處位於島嶼西北側，高23公尺。

## 地形
小門嶼整體為一座玄武岩方山小島，南、北兩岸柱狀節理玄武岩較為發達。東岸多孔狀玄武岩發達，球狀風化十分普遍。本嶼東北部臺地受雨水侵蝕後造成許多小雨溝，類似惡地地形。
鯨魚洞位於本嶼北海岸，此處原為玄武岩的海蝕崖，經過海蝕後，將玄武岩下方之砂岩、頁岩層挖蝕，最後貫穿成一海蝕門。

## 地質
小門嶼的指標地層為小門嶼層，其由近代隆起的海濱沈積物所組成，可分為上層的殼灰岩與下層的鐵質石英砂岩與疏鬆的砂岩、泥岩互層。

## 對外交通
小門嶼位置位於西嶼北方，以寬約20公尺的水道與西嶼相隔，以小門橋與西嶼連接，為小門嶼唯一的對外橋梁，而小門橋又稱為跨海小橋。而其對外道路編號為澎2鄉道。

## 人文地景
小門嶼除壯麗的玄武岩與鯨魚洞等自然地景外，人文地景也頗為豐富，擁有鎮風塔、石敢當、菜宅等。

## 島內景點
- 鯨魚洞
- 小門震義宮
- 小門地質博物館
- 跨海小橋